# Neurofibromatose
Neurofibromatose, of kortweg NF, is de verzamelnaam van een aantal autosomaal dominante (niet-geslachtschromosoomgebonden) erfelijke aandoeningen, die vooral huid- en zenuwweefsels aantast. Het betreft neurofibromatose type 1 (ziekte van Von Recklinghausen), neurofibromatose type 2 en schwannomatose.

## Café-au-laitvlekken
Als er veel café-au-laitvlekken zijn (6 of meer, en groter dan 0,5 cm doorsnede) dan kan het zijn dat er sprake is van een syndroom zoals neurofibromatose type 1 (de ziekte van von Recklinghausen). Patiënten met neurofibromatose hebben vaak café-au-laitvlekken. Bij circa 95% zijn die aanwezig, en bij circa 80% verschijnen ze al in het eerste levensjaar. Neurofibromatose komt voor bij circa 1 op de 3000 tot 4000 mensen (0,03%). Het hebben van 6 of meer café-au-laitvlekken is niet voldoende om de diagnose neurofibromatose te stellen. Daarvoor moeten er ook nog andere kenmerken aanwezig zijn, bijvoorbeeld sproeten in de oksels of liezen (axillary freckling genoemd), of vlekjes in de ogen op de iris (lischnoduli genoemd).

## Historie
NF1, NF2 en schwannomatose zijn drie verschillende aandoeningen. De overeenkomst is dat ze alle drie te maken met de vorming van tumoren langs de zenuwschede. Hierdoor zijn deze aandoeningen in het verleden in één groep geplaatst.